# Зонненталь, Адольф фон

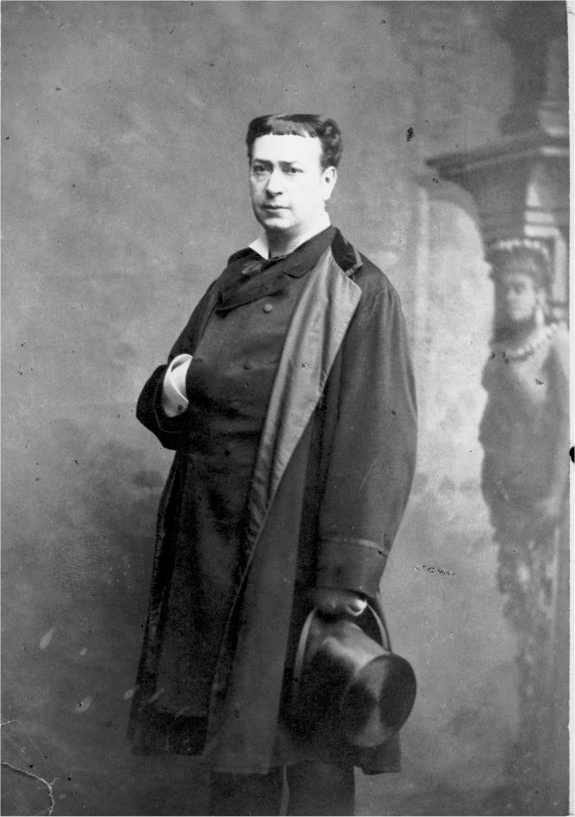
Адольф фон Зонненталь

А́дольф фон Зо́нненталь (нем. Adolf von Sonnenthal; 21 декабря 1834, Пешт — 4 апреля 1909, Прага) — венский актёр.

## Биография
Из бедной еврейской семьи, в детстве был отдан в подмастерья к портному. Сначала был портным; подготовленный Дависоном, дебютировал в качестве актёра в 1851 году; был приглашён Лаубе в венский Бургтеатр, в котором впоследствии стал режиссёром, затем главным режиссёром и до конца 1888 года исполнял должность директора.
Зонненталь обладал разносторонним талантом и одинаково удачно исполнял классические и так называемые салонные роли. Его лучшие роли: Гамлет («Гамлет» У. Шекспира), Мортимер («Мария Стюарт» Ф. Шиллера), Нарцисс, Поза[прояснить], Фауст, Вильгельм Телль. В 1881 году Зонненталь был награждён орденом Железной короны, что дало ему и дворянство.
В честь Адольфа фон Зонненталя назван астероид (967) Гелионапе, открытый в 1921 году.
Его внучка Лузи (1900—1962) стала женой композитора Эриха Вольфганга Корнгольда.